# 诺德瓦尔德
诺德瓦尔德是德国北莱茵-威斯特法伦州的一个市镇。总面积51.28平方公里，总人口9305人，其中男性4587人，女性4718人（2011年12月31日），人口密度181人/平方公里。